# Discografie van Wolfgang Lackerschmid
Deze discografie geeft een overzicht van de gepubliceerde klankdragers van vibrafonist Wolfgang Lackerschmid. Het omvat zijn albums onder zijn eigen naam en zijn betrokkenheid als sideman. Volgens Tom Lord was Lackerschmid tussen 1976 en 2017 betrokken bij 50 opnamesessies.

## Albums onder zijn eigen naam en als co-leader
Deze sectie geeft een overzicht van de door Lackerschmid uitgegeven lp's en cd's in chronologische volgorde op jaar van uitgave.
| Titel                                                                                      | Publicatie     | Label                    | Opmerking |
| ------------------------------------------------------------------------------------------ | -------------- | ------------------------ | --- |
| Mallet Connection                                                                          | 1977           | pläne                    | Met Herbert Joos, Leszek Zadlo, Rocky Knauer, Janusz Stefanski; in 1995 verschenen op cd |
| Balzwalz                                                                                   | 1978           | Sandra Records           | Mallet Connection, met Christof Lauer, Wolfgang Engstfeld, Ed Kröger, Peter Bockius, Peter Weiss |
| Vibes Summit                                                                               | 1979           | MPS                      | Met Karl Berger, Dave Friedman, Tom van der Geld, Frank Tusa, Janusz Stefanski |
| Chet Baker / Wolfgang Lackerschmid                                                         | 1979           | Sandra Records/Inakustik | Met Larry Coryell, Buster Williams, Tony Williams |
| Ballads for Two                                                                            | 1979           | Sandra Records/Inakustik | Chet Baker / Wolfgang Lackerschmid (alleenstaand duo) |
| Wolfgang Lackerschmid Connection                                                           | 1983           | fusion/Bellaphon         | Maxisingle |
| Live Conversation                                                                          | 1984           | Sandra Records/Inakustik | Wolfgang Lackerschmid / Günter Lenz |
| Originals                                                                                  | 1987           | Westwind                 | Chet Baker en Wolfgang Lackerschmid, met Günter Lenz, Rocky Knauer, Nicola Stilo e.a. |
| One More Life                                                                              | 1992           | Bhakti Records / ZYX     | Studioopnamen met Milcho Leviev, Henning Sieverts, Bill Elgart bzw. Ray Pizzi, Christian Stock resp. Donald Johnston, Rocky Knauer 1991/92, evenals een nummer van de Leverkusener Jazztage in 1990, met Kenny Wheeler, Christof Lauer, Joachim Kühn, Palle Danielsson, Billy Hart 1992, met Henning Sieverts, Bill Elgart |
| Live Highlights ’92                                                                        | Bhakti Records | 1992                     | Attila Zoller en Wolfgang Lackerschmid: Live oktober 1991 resp. maart 1992 in München, Wasserburg, Bremen, Bremerhaven und Paderborn |
| Chet in Europe                                                                             | 1993           | Nieswand                 | Chet Baker / Wolfgang Lackerschmid (boek en cd) |
| New Singers / New Songs New York ’93                                                       | 1993           | Bhakti Records           | Lackerschmid / Johnston opgenomen in New York, o.a. met Ronnell Bey, Holli Ross, Lee Konitz, Jack Wilkins, Attila Zoller, Ron McClure, Jeff Hirshfield |
| New Singers / New Songs                                                                    | 1994           | Bhakti Records           | Lackerschmid / Johnston opgenomen in New York, o.a. met Valerie Carter, Darius de Haas, Inaya Jafan, Randy Brecker, Chuck Loeb, John Lee, Yoron Israel |
| Transatlantic Crossing                                                                     | 1994           | LHP                      | Wolfgang Lackerschmid / Donald Johnston |
| Chet Baker Play Along: 10 Transcriptions of the original Chet Baker solos in C and Bb.     | 1996           | advance music            | Muziekboek met getranscribeerde solo's van Baker over composities van Lackenschmid en cd |
| Gently But Deep                                                                            | 1996           | LHP                      | Met Ronnell Bey, John Lee, Chuck Loeb, Marilyn Mazur, Yoron Israel, Santi Debriano e.a |
| Colors                                                                                     | 1997           | Hot-Wire Records         | LLL-Mental: Wolfgang Lackerschmid, John Lee, Chuck Loeb, Marilyn Mazur |
| Bertolt Brecht: Vom Pflaumenbaum und der Keuschheit                                        | 1998           | Bhakti Records           | met Hans Dieter Lehmann (spreker) |
| Legacy 3: Why Shouldn’t You Cry                                                            | 1998           | Enja                     | Chet Baker/Wolfgang Lackerschmid – Live in Stuttgart 1978 |
| You Are Here. Live in Rottweil ›Alte Paketpost‹                                            | 1999           | Bhakti Records           | Wolfgang Lackerschmid & Lynne Arriale Trio, met Mike Sharfe, Steve Davis |
| Joana’s Dance                                                                              | 2000           | Double Moon Records      | Johannes Mössinger & Wolfgang Lackerschmid |
| Full Moon Trio                                                                             | 2000           | Live im Birdland         | Wolfgang Lackerschmid, Walter Lang, Stephan Holstein |
| What Love Is                                                                               | 2003           | Enja                     | Stefanie Schlesinger, met Wolfgang Lackerschmid, Bob Degen, Isla Eckinger, Jarrod Cagwin, Pedro Tagliani, Augsburger Streichquartett |
| A Jazz Tribute to Franz Grothe                                                             | 2004           | hipjazz                  | Wolfgang Lackerschmid Quintett, met Stephan Holstein, Walter Lang, Henning Sieverts, Falk Willis |
| Angel Eyes                                                                                 | 2004           | Enja                     | Stefanie Schlesinger, met Wolfgang Lackerschmid, Slide Hampton, Johannes Faber, Hendrik Meurkens, Bob Degen, John Lee, Karl Latham, Roger Squitero; Postproduktion: Edo Zanki |
| Polish Wind                                                                                | 2005           | minor music              | Urbaniak Lackerschmid Connection: Michal Urbaniak, Wolfgang Lackerschmid, John Lee, Karl Latham |
| Hurry Up and Wait                                                                          | 2007           | hipjazz                  | Wolfgang Lackerschmid, Bob Degen, Cameron Brown, Karl Latham |
| Steinklang (einer 2000-jährigen Stadt)                                                     | 2010           | Bhakti                   | Wolfgang Lackerschmid & Perkussion Ensemble van het Leopold Mozart Zentrums Augsburg (Susan Aboul Hana, Florian Reß resp. Sebastian Hausl, Tobias Niederreiner) resp. Wolfgang Lackerschmid |
| Common Language Common Sense                                                               | 2011           | hipjazz                  | Wolfgang Lackerschmid, Tiger Okoshi, Biliana Voutchkova, Bob Degen, Ron Mahdi, Yoron Israel |
| „... und dann habe ich mich auf ihn gestürzt ...“ Jazzsongs und Märchen von Eros und Liebe | 2012           | Randvoll                 | Blueroom: Stefanie Schlesinger, Wolfgang Lackerschmid, Matthias Fischer |
| Magic Brewery                                                                              | 2013           | hipjazz                  | Wolfgang Lackerschmid, Mark Egan, Karl Latham, Ryan Carniaux |
| Wolfgang Lackerschmid Connection                                                           | 2014           | hipjazz                  | Wolfgang Lackerschmid, Mark Egan, Karl Latham, Ryan Carniaux |
| D’Afrique                                                                                  | 2015           | hipjazz                  | Daktarimba, met Wolfgang Lackerschmid - marimba, Njamy Sitson - zang, percussie, Walter Lang - piano |
| Wolfgang Lackerschmid Quartet                                                              | 2015           | TCB                      | Wolfgang Lackerschmid, Lynne Arriale, Mike Sharfe, Steve Davis |
| Herzschmerz – Lüpertzlieder                                                                | 2015           | HGBS                     | Stefanie Schlesinger / Wolfgang Lackerschmid, met Pedro Tagliani, Markus Lüpertz, Ryan Carniaux, Mark Soskin, John Goldsby, Guido May |
| Samba Gostoso                                                                              | 2016           | hipjazz                  | Wolfgang Lackerschmid & The Brazilian Trio, met Hélio Alves, Nilson Matta, Duduka Da Fonseca |
| Reality                                                                                    | 2017           | hipjazz                  | Stefanie Schlesinger, Wolfgang Lackerschmid, Mark Soskin, John Goldsby, Guido May, Ryan Carniaux |
| Studiokonzert                                                                              | 2017           | Neuklang                 | Wolfgang Lackerschmid & The Brazilian Trio, met Hélio Alves, Nilson Matta, Duduka da Fonseca; Live opname van het concert op 21 juni 2017; lp Direct-to-Disc |
| Lake Geneva                                                                                | 2018           | hipjazz                  | Wolfgang Lackerschmid, John Lee, Chuck Loeb, Marilyn Mazur |
| Climbing up                                                                                | 2020           | hipjazz                  | Wolfgang Lackerschmid Connection met Ryan Carniaux, Stefan Rademacher, Guido May |
| Summer Changes                                                                             | 2021           | Dot Time                 | Wolfgang Lackerschmid, Mark Soskin, Jay Anderson, Adam Nussbaum (2018) |

## Geluidsdragers als sideman
| Leader                                                                | Titel                                              | Publicatie | Label              | Opmerking |
| --------------------------------------------------------------------- | -------------------------------------------------- | ---------- | ------------------ | --- |
| Dieter Bihlmaier Selection                                            | Manipulsation                                      | 1976       | pläne              | LP |
| Joe Gallardo                                                          | Mongo                                              | 1980       | Sandra Records     | Single |
| Joe Gallardo                                                          | Latino Blue                                        | 1979       | Sandra Records     | LP, Lackerschmid alleen op de tweede versie van het nummer Lady Guajira                                                 |
| Head, Heart & Hands                                                   | Flor di Angelo                                     | 1980       | Mood Records       | LP, met Patrick Gammon, Bobby Stern, Elmer Louis, Geoff Stradling, Roy Louis, Wolfgang Schmid, Guillermo Marchena       |
| Bireli Lagrene                                                        | Routes to Django                                   | 1980       | jazzpoint/Antilles | LP |
| Beckmann & Sinto                                                      | Tango des Friedens                                 | 1981       | PTA                | LP |
| Christin Sargent / Roland Bankel                                      | On a Rainy Day                                     | 1983       | Playbones Musik    | Single |
| Jolly Kunjappu                                                        | Warm Embrace                                       | 1986       | Reflector          | LP o.a. met Roykey Wydh, Larry Coryell                                                                                  |
| Christian Kabitz, Dieter Lauterbach, Guntram Pauli, Martin Schuster   | Cosmogenia: Concerto for Orchestra, Choir and Band | 1989       | PTA                | als special guest o.a. met Brian Auger, Klaus Kreuzeder                                                                 |
| Götz Tangerding                                                       | Jazztracks                                         | 1990       | Bhakti Records     | met Christian Stock, Heimo Wiederhofer evenals Sheila Jordan en Monty Waters                                            |
| Ray Pizzi                                                             | I Hear You                                         | 1991       | Bhakti Records     | met Christian Stock, Aldo Caviglia evenals Hans Hazoth                                                                  |
| Zipflo Weinrich                                                       | Black & White                                      | 1993       | BMG Ariola         | met Christian Salfellner u. a.                                                                                          |
| Jazziz                                                                | Wordless                                           | 1996       | Chaos              | als gastsolisten ook Ronnell Bey, Frank Gordon                                                                          |
| Martin Schuster, Wolfgang Lackerschmidt, Roykey Width, Jolly Kunjappu | Magic Flute                                        | 1998       | NR                 | |
| Nice Ferreira & Terra Brazil                                          | Cafe com leche                                     | 1998       |                    | |
| Frantisek Uhlir                                                       | 60 – live                                          | 2010       | Multisonic         | |
| Paulo Morello, Tizian Jost, Erivelton Silva                           | Afternoon in Rio                                   | 2011       | In+Out             | |
| Ryan Carniaux                                                         | Reflections of the Persevering Spirit              | 2012       | hipjazz            | met Mike Roelofs, Frank Wollny bzw. Tomáš Baroš, Samuel Dühsler. Lackerschmid alleen op de nummers 1, 4, 6, 7, 10, 13.  |
| Unterbiberger Hofmusik                                                | Stern über Biburg                                  | 2013       | Himpsl             | alleen op één nummer |
| Sandro Roy                                                            | Where I Come From                                  | 2015       | Skip               | alleen op één nummer |
| Ryan Carniaux                                                         | Never Leave Your Baggage Unattended                | 2015       | hipjazz            | met Plume, Mike Roelofs, Ahmed Eid, Samuel Dühsler. Lackerschmid alleen op de nummers 2, 4, 6, 8, 9. Opgenomen in 2012. |
| Ronnell Bey                                                           | After Hours                                        | 2021       | hipjazz            | met Frank Kuruc, John Lee, Karl Latham evenals Sunny Förster. Opgenomen in 1995.                                        |

## Compilaties
| Titel                                                                      | Publicatie | Label                   | Opmerking |
| -------------------------------------------------------------------------- | ---------- | ----------------------- | --- |
| Bratislava Jazz Days 1982                                                  | 1984       | Opus / Gramofonový Klub | Dubbel-lp, live-opnamen van december 1982 (slechts één nummer met The International Conclave, Josef Audes, Emil Viklický, Harry Pepl, Klaus Koch, Cyril Zeleňák) |
| Bits and Pieces Volume 1 (A Collection of Inak CD’s ....Some Like It Soft) | 1985       | Inak                    | Elk een nummer met het duo Wolfgang Lackerschmid / Günter Lenz en het duo Chet Baker / Wolfgang Lackerschmid |
| Bits and Pieces Volume 2 (A Collection of Inak CD’s ....Some Like It Soft) | 1985       | Inak                    | Elk een nummer met het duo Wolfgang Lackerschmid / Günter Lenz en met het trio Brian Auger / Chet Baker / Wolfgang Lackerschmid |
| Hotwired!                                                                  | 1997       | Hotwire Records         | Een nummer met LLL-Mental (Wolfgang Lackerschmid / Chuck Loeb /John Lee / Marilyn Mazur) |
| The Spinning Wheel of Jazz                                                 | 1997       | Spinning Wheel Records  | Slechts een nummer Girl with the Bird |
| Jazz in Dudelange                                                          | 1997       | DUD 1002                | Opgenomen in 1994; drie nummers met Zoller/Konitz/Lackerschmid |
| Wolfgang Lackerschmid feat. Ronnell Bey & Pete York                        | 1999       |                         | Opgenomen in Langen in 1994 |
| Chet Baker / Wolfgang Lackerschmid Artists Favor                           | 2008       | hipjazz                 | Opgenomen in 1979; met (op enkele nummers) Nicola Stylo, Larry Coryell, Peri dos Santos, Günter Lenz, Buster Williams, Rocky Knauer, Tony Williams, Edir dos Santos |
| Message to Attila: The Music of Attila Zoller                              | 2015       | Enja                    | Slechts op twee nummers: Struwwelpeter in een duo met Helmut Kagerer en Hommage to O.P. in een kwintet met Lajos Dudas, Dietmar Hagen Horn, Rocky Knauer, Bill Elgart |
| Lockdown Releases                                                          | 2021       | hipjazz                 | Opgenomen in 1976–2020; met (op enkele nummers) Dieter Bihlmaier, Wolfgang Lauer, Gerhart Ziegler, Leszek Zadlo, Herbert Joos, Rocky Knauer, Janusz Stefanski, Joe Gallardo, Bobby Stern, Americo Belloto, Geoff Stradling, Roy Louis, Elmer Louis, Donald Johnston, Vladyslav Sendecki, Mario Castronari, Stefanie Schlesinger, Mark Soskin, Jay Anderson, Adam Nussbaum, Ed Cherry, Cameron Brown, Karl Latham, Ryan Carniaux, Stefan Rademacher, Guido May |

## Geluidsdragers als componist
| Titel                          | Publicatie | Opmerking                                     |
| ------------------------------ | ---------- | --------------------------------------------- |
| Wandlung                       | 1996       | Dubbel koorwerk\| live Klosterkirche Irsee    |
| Dancing Spirits \| Karl Latham | 1998       |                                               |
| S.O.P. New York / Brazil       | 1998       | Holli Ross, Romero Lubambo, Mark Soskin u. a. |
| Labyrinth \| Musical für Teens | 1998       |                                               |